# Baronia d'Arbeca
La baronia d'Arbeca fou una jurisdicció senyorial centrada en el castell d'Arbeca, que el 1106 ja pertanyia als Tarroja. Restava integrada per Arbeca, les Borgetes de Salena i els Castellots, a la comarca catalana de les Garrigues.
L'any 1217, Agnès de Torroja enllaça amb el vescomte Ramon Folc IV de Cardona i aportava en dot 2.000 morabatins d'or alfonsins i el senyoriu d'Arbeca i de Solsona. En ordenar Agnès el seu testament l'any 1247, l'heretat universal fou per al seu fill Ramon de Cardona, passant d'aquesta forma la baronia a engrossir el patrimoni de casal vescomtal de Cardona.
En el segle següent (s.XIV), la baronia fou heretada per una branca col·lateral de la família vescomtal, passant després a mans dels casals d'Erill i després dels Cornell, senyors d'Alfajarín. El 1375, Lluís Cornell va vendre la vila i castell d'Arbeca a Jaume Roger de Pallars pel preu de 20.000 florins d'or. Posteriorment, el 1388, el mateix comte de Pallars venia la baronia al comte Hug II Folc de Cardona pel preu de 50.000 florins d'or.
A la fi del s. XVII, la baronia d'Arbeca passà, juntament amb el ducat de Cardona, a la casa ducal castellana de Medinaceli.